# Luke Bryan
Luke Bryan, geboren als Thomas Luther Bryan (Leesburg (Georgia), 17 juli 1976), is een Amerikaanse countryzanger, -gitarist, -pianist en songwriter. Hij begon zijn muziekcarrière met het schrijven van liedjes voor Travis Tritt en Billy Currington, voordat hij in 2007 tekende bij Capitol Nashville.
Bryans eerste tien albums, I'll Stay Me (2007), Doin' My Thing (2009), Tailgates & Tanlines (2011), Crash My Party (2013), Spring Break ... Here to Party (2014), Spring Break ... Checkin' Out (2015), Kill the Lights (2015), Farm Tour ... Here to the Farmer (2016), What Makes You Country (2017) en Born Here Live Here Die Here (2020), bevatten 23 #1 hits. Bryan schrijft vaak samen met Jeff Stevens. Sinds 2018 is Bryan jurylid bij American Idol.
In 2013 werd Bryan door zowel de Academy of Country Music Awards als de Country Music Association uitgeroepen tot «Entertainer of the Year». In 2019 ontving Bryans album Crash My Party uit 2013 de eerste «Album of the Decade»-prijs van de Academy of Country Music. Hij heeft wereldwijd meer dan 15 miljoen albums en 60 miljoen singles verkocht.

## Biografie
Luke Bryan werd geboren in Leesburg, Georgia, als zoon van LeClaire en Tommy Bryan, een pindaboer. Kort voordat Luke op 19-jarige leeftijd naar Nashville (Tennessee) zou verhuizen, trof een drama zijn familie. Zijn oudere broer Chris kwam onverwachts om het leven bij een auto-ongeluk.
Luke ging studeren aan de Georgia Southern University in Statesboro, Georgia, waar hij zich aansloot bij de Sigma Chi-broederschap en in 1999 afstudeerde met een bachelordiploma in bedrijfskunde. Twee jaar later bereikte Bryan alsnog Nashville, nadat zijn vader hem had gezegd zijn vrachtwagen in te pakken om een carrière in de muziek na te streven. Aanvankelijk behaalde hij succes als songwriter, maar al snel tekende hij als vertolker. Zijn eerste grote succes was All My Friends Say.

### 2006-2009:I'll Stay Me
Kort na zijn aankomst in Nashville trad Bryan toe tot een uitgeverij in de stad. Een van zijn eerste nummers was het titelnummer van Travis Tritts album My Honky Tonk History uit 2004.
Hij werd later gecontracteerd door Capitol Nashville voor een platencontract. In de tussentijd schreef Bryan mee aan Billy Curringtons single Good Directions, die medio 2007 #1 werd in de Hot Country Songs-hitlijst. Bryan schreef samen met producent Jeff Stevens zijn debuutsingle All My Friends Say. Dit nummer bereikte een hoogtepunt op #5 in de Hot Country Songs-hitlijst. In augustus 2007 bracht Capitol Nashville het debuutalbum I'll Stay Me van Bryan uit. Bryan schreef of co-schreef alle 11 nummers op één na. De tweede single van het album, We Rode in Trucks, piekte op #33 terwijl Country Man #10 bereikte.

### 2009–2011:Doin' My Thing
Op 10 maart 2009 bracht hij de ep Spring Break with All My Friends uit met de twee nieuwe nummers Sorority Girls en Take My Drunk Ass Home, plus een akoestische versie van All My Friends Say. Na deze ep bracht hij in mei 2009 zijn vierde single Do I uit. Bryan schreef het nummer met Charles Kelley en Dave Haywood van Lady Antebellum, wiens zangeres Hillary Scott er ook achtergrondzang op zingt. Het nummer bereikte #2 in de Hot Country Songs-hitlijst.
Do I stond op het tweede album Doin' My Thing, dat in oktober 2009 werd uitgebracht. Op het album stond ook de cover Apologize van OneRepublic. Bryan schreef de volgende twee singles van het album, Rain Is a Good Thing en Someone Else Calling You Baby, met respectievelijk Dallas Davidson en Jeff Stevens. Beide nummers gingen naar #1 in de hitlijsten van de countrymuziek. AllMusic gaf ook dit album een positieve recensie, waarbij Stephen Thomas Erlewine Bryan ontspannender vond in vergelijking met zijn debuut. Op 26 februari 2010 bracht Bryan de tweede ep Spring Break 2 ... Hangover Edition uit met de drie nieuwe nummers Wild Weekend, Cold Beer Drinker en I'm Hungover. Hoewel Bryan vooral bekend is als countryzanger, heeft hij met zijn cover van Apologize andere genres verkend, zoals alternatieve rock.
Bryan verscheen op 18 april 2010 in de aflevering van Celebrity Apprentice naast Emily West. De taak voor elk team was om een opkomende countryster te maken, waarbij Bryan werd geselecteerd door Team Rocksolid, geleid door Bill Goldberg en West werd geselecteerd door team Tenacity, geleid door Cyndi Lauper. Bryans make-over maakte geen indruk op de juryleden, waardoor Rocksolid de taak verloor. De single Rain Is a Good Thing van Bryan en de single Blue Sky van West werden beide verkocht op iTunes, waarbij de verkoop van een maand werd gedoneerd aan Laupers goede doel, de Stonewall Community Foundation, wat resulteerde in $25.000.

### 2011–2013:Tailgates & Tanlines
Bryan bracht op 25 februari 2011 zijn derde ep Spring Break 3 ... It's a Shore Thing uit, met de vier nieuwe nummers In Love With the Girl, If You Ain't Here to Party, Shore Thing en Love In a College Town. Deze publicatie werd gevolgd door Bryans zevende single Country Girl (Shake It for Me), die werd uitgebracht op 14 maart 2011. Ook geschreven door Bryan en Davidson, diende het als de eerste single van zijn derde studioalbum Tailgates & Tanlines, dat op 9 augustus 2011 werd uitgebracht. Het album bereikte een hoogtepunt op #1 in de Top Country Albums-hitlijst en #2 in de Billboard 200-chart. Country Girl piekte op #4 in de country hitlijsten en op #22 in de Billboard Hot 100 chart. De volgende drie singles van het album I Don't Want This Night to End, Drunk on You en Kiss Tomorrow Goodbye bereikten allemaal de #1 in de country hitlijsten. Bryan zong samen met Eric Church gastvocalen op ''The Only Way I Know'' van Jason Aldean, de tweede single van zijn album Night Train uit 2012.
Op 6 maart 2012 bracht Bryan zijn vierde ep Spring Break 4 ... Suntan City uit. Samen met het titelnummer, dat Bryan samen schreef met Dallas Davidson, Rhett Akins en Ben Hayslip, bevat de ep Spring Break-Up, Little Bit Later On en Shake the Sand. Op 30 januari 2013 kondigde Bryan zijn eerste compilatiealbum Spring Break ... Here to Party aan, dat veertien nummers bevat, twaalf van zijn vorige Spring Break ep's en twee nieuwe nummers. Het werd uitgebracht op 5 maart. Het album kwam binnen op #1 in zowel de Billboard Top Country Albums-hitlijst als de Billboard 200-hitlijst en werd het eerste album in zijn carrière dat bovenaan de albumlijst van alle genres stond. Een van de nieuwe Spring Break-nummers, Buzzkill, bereikte de top 20 in de Hot Country Songs-hitlijst.

### 2013–2015:Crash My Party
Luke Bryans vierde studioalbum Crash My Party werd uitgebracht op 12 augustus 2013. De eerste single van het album, Crash My Party, ging in première tijdens een optreden tijdens de ACM Awards 2013 en werd uitgebracht op 7 april 2013. Het bereikte #1 in de Country Airplay-hitlijst in juli 2013. De tweede single van het album, That's My Kind of Night, werd op 5 augustus 2013 uitgebracht op de countryradio. Het bereikte #1 in de Hot Country Songs-hitlijst in augustus 2013 en piekte op #2 in de Country Airplay-hitlijst in oktober 2013. De derde single van het album, Drink a Beer, werd op 24 oktober 2013 uitgebracht op de countryradio. Het bereikte #1 in de Hot Country Songs-hitlijst in januari 2014 en #1 in de Country Airplay-hitlijst in februari 2014. Tijdens de aftrap van zijn That's My Kind of Night Toer in 2014 in Columbus (Ohio), kondigde Bryan aan dat Play It Again de vierde single van het album zou worden. Dit nummer bereikte #1 in zowel de Hot Country Songs als de Country Airplay-hitlijsten in mei 2014. Tegelijkertijd zong Bryan gastvocalen op de single This Is How We Roll uit 2014 van Florida Georgia Line. Op 14 juli 2014 werd het nummer Roller Coaster uitgebracht als de vijfde single van het album. Het bereikte #1 in de Country Airplay-hitlijst in oktober 2014. De zesde single van het album, I See You, werd op 3 november 2014 uitgebracht op de countryradio. Het bereikte #1 in de hitlijsten van Hot Country Songs en Country Airplay in februari 2015.
Op 11 maart 2014 begon Bryan aan zijn zesde voorjaarsoptredens in de Spinnaker Beach Club in Panama City Beach in Florida. Op dezelfde dag bracht hij ook zijn zesde Spring Break ep Spring Break 6 ... Like We Ain't Ever uit.
Bryan is de enige countryartiest die een album met zes #1 singles uitbrengt in zowel de Billboard Hot Country Songs als de Country Airplay-hitlijsten.

### 2015–2018:Kill the LightsenWhat Makes You Country
Op 11 november 2014 werd bevestigd dat Bryan was begonnen met het schrijven en opnemen van liedjes voor zijn aanstaande vijfde studioalbum. Zijn laatste Spring Break-album, Spring Break ... Checkin' Out, werd uitgebracht op 10 maart 2015. Het bevat de zes nummers van de ep van het voorgaande jaar en vijf originele nieuwe nummers.
Op 19 mei 2015 bracht Bryan zijn eerste single Kick the Dust Up uit van zijn vijfde studioalbum Kill the Lights, dat piekte op #1 in de Country Airplay-hitlijst. Hij schreef mee aan meer dan de helft van de nummers op dit album. Dit album biedt niet alleen de flair van zijn land, maar heeft ook nummers met een disco-achtige beat, samen met de liedjes van romantiek. De tweede single van het album, Strip It Down, werd op 4 augustus 2015 uitgebracht op de countryradio. Het album werd uitgebracht op 7 augustus. Kill the Lights verkocht in totaal 345.000 exemplaren in de eerste week en versloeg Dr. Dre's Compton voor zijn debuut op #1 in de Billboard 200-chart. Strip It Down werd #1 in oktober 2015, met veertien cumulatieve #1. De derde single van het album, Home Alone Tonight, werd op 23 november 2015 uitgebracht op de countryradio. Het nummer werd ook zijn vijftiende nummer dat #1 bereikte. De vierde single van het album, Huntin' , Fishin' and Lovin' Every Day, werd op 14 maart 2016 uitgebracht op de countryradio. Alle zes de singles van Bryans Kill the Lights-album bereikten #1 in de Billboard Country Airplay-hitlijst. waardoor Bryan de eerste artiest in de 27-jarige geschiedenis van de hitlijst was die zes #1 singles van één album behaalde.
Er werd aangekondigd dat Bryan zou optreden tijdens de rust van de Thanksgiving Day-wedstrijd van 2015 tussen de Dallas Cowboys en de Carolina Panthers.
In 2016 werd Bryan geselecteerd als een van de 30 artiesten om op te treden in Forever Country, een mash-upnummer van Take Me Home, Country Roads, On the Road Again en I Will Always Love You dat 50 jaar CMA Awards viert.
Op 5 februari 2017 trad Bryan op met het volkslied in de Super Bowl LI in het NRG Stadium in Houston. In september 2017 werd Bryan aangekondigd als jurylid voor de heropleving van American Idol bij ABC.
Bryan bracht halverwege 2017 Light It Up uit. Het diende als de eerste single van zijn zesde album What Makes You Country, dat werd uitgebracht op 8 december 2017. Most People Are Good en Sunrise, Sunburn, Sunset werden uitgebracht als de tweede resp. derde singles van het album. De vierde single van het album, het titelnummer van het album, werd op 22 oktober 2018 op de countryradio uitgebracht.
In 2019, toen American Idol terugkeerde voor een nieuw seizoen bij ABC, keerde Bryan terug samen met Katy Perry en Lionel Richie als juryleden.

### 2019-heden:Born Here Live Here Die Here
Knockin' Boots werd in maart 2019 op de landelijke radio uitgebracht. In oktober 2019 werd What She Wants Tonight op de countryradio uitgebracht als de tweede single van zijn aankomende album. In januari 2020 kondigde Bryan aan dat zijn volgende album de titel Born Here Live Here Die Here zou krijgen en het zou op 24 april 2020 worden uitgebracht. De aankondiging van het album volgde op de aankondiging van zijn aanstaande Proud to Be Right Here Toer. Op 13 maart 2020 werd One Margarita uitgebracht als de derde single van zijn aankomende album. Vanwege de COVID-19-pandemie heeft Bryan de publicatie van het album uitgesteld tot 7 augustus 2020 en de Proud to Be Right Here-toer verplaatst naar 2021. Op 12 juni 2020 bracht Bryan het nummer Build Me A Daddy uit, samen met een videoclip voor het nummer. Op 19 oktober 2020 werd het nummer Down to One gemaakt als vierde single van het album.

## Privéleven
Bryan is getrouwd met Caroline Boyer. De twee trouwden op 8 december 2006 en hebben samen twee zonen.
In 2007 stierf Bryans oudere zus Kelly onverwachts thuis door onbekende oorzaken, enkele dagen nadat hij vrienden had georganiseerd om zijn debuut in de Grand Ole Opry bij te wonen. Nadat Kelly's echtgenoot Ben Lee Cheshire in 2014 stierf, begonnen Bryan en zijn vrouw hun neef Tilden "Til" op te voeden en voor hun nichtjes Kris en Jordan te zorgen. De gecombineerde tragedies van het verlies van zijn broer en zus vormen de inspiratie achter de uitvoering van Bryans single Drink a Beer (geschreven door Chris Stapleton).
In 2015 schatte Forbes het jaarinkomen van Bryan op $42,5 miljoen.

## Liefdadigheid
Bryan heeft tal van liefdadigheidsdoelen gesteund, waaronder de City of Hope en het Rode Kruis. De doelen die Bryan ondersteunt, zijn aids en hiv, kanker, hulp bij rampen voor kinderen, gezondheid en mensenrechten.
Na de dood van haar nichtje richtte Bryans vrouw Caroline Bretts Barn op ter ere van haar. Bretts Barn, gelegen op hun familieboerderij, is een toevluchtsoord voor reddingsdieren die zieke kinderen uitnodigt om tijd door te brengen met de meer dan 20 dieren die ze op de boerderij hosten. Zij en Bryan zitten ook in de Raad van Bestuur van de Brett Boyer Foundation, die mensen bewust maakt van het syndroom van Down en aangeboren hartafwijkingen. De organisatie organiseert ook een aantal fondsenwervers om geld in te zamelen voor onderzoek, waaronder Bike for Brett dat jaarlijks plaatsvindt op Wereld Downsyndroomdag.

## Andere ondernemingen

### Crash My Playa
Crash My Playa is een all-inclusive concertvakantie van 4 nachten, georganiseerd door Luke Bryan in Cancun, Mexico. Eerdere artiesten zijn onder meer Blake Shelton, Florida Georgia Line, Dierks Bentley, Chris Stapleton, Little Big Town, Sam Hunt, Dustin Lynch, Luke Combs en Thomas Rhett.

### Luke's 32 Bridge Food + Drink
Luke's 32 Bridge Food + Drink bevindt zich in het hart van Broadway Street in Nashville. De 30.000 vierkante meter grote entertainmentfaciliteit heeft 6 niveaus, 8 bars, 3 podia met livemuziek en twee restaurants.

### 32 Bridge Entertainment
Luke Bryan startte zijn eigen platenlabel, 32 Bridge Entertainment, onder de paraplu van Universal Music Group Nashville. In 2018 werd Jon Langston de eerste artiest die tekende bij het nieuwe label.

## Zang
Bryan heeft een stembereik met een hoge bariton van twee octaven van A2 tot A4. In een commentaar op zijn vocale optreden in Tailgates and Tanlines, beschreef Jonathan Keefer van het tijdschrift Slant de stem van Bryan als een aangename, zij het licht nasale, bariton.

## Invloeden
Bryan heeft country-artiesten George Strait, Alan Jackson, Alabama en Merle Haggard genoemd als invloeden op zijn carrière. Hij citeerde ook hiphopbands Beastie Boys en Run-D.M.C. als inspiratiebron.

## Tournees
Headlining
- 2013: Dirt Road Diaries Tour
- 2014-2015: That's My Kind of Night Tour
- 2015: Kick the Dust Up Tour
- 2016-2017: Kill The Lights Tour
- 2017: Huntin', Fishin' and Lovin' Every Day Tour
- 2018: What Makes You Country Tour
- 2019: Sunset Repeat Tour
- 2021: Proud to Be Right Here Tour

Supporting
- 2011: Emotional Traffic Tour met Tim McGraw
- 2012: My Kind of Party Tour met Jason Aldean
- 2012: Own The Night Tour met Lady Antebellum
- 2013: Night Train Tour met Jason Aldean, een show

Kleine toers
- 2010-2019: Farm Tour

Festivals
- 2015-2019: Crash My Playa

## Prijzen en nominaties
| Jaar | Associatie                         | Categorie                                         | Genomineerd werk                                                   | Resultaat   | Ref         |
| ---- | ---------------------------------- | ------------------------------------------------- | ------------------------------------------------------------------ | ----------- | ----------- |
| 2010 | Academy of Country Music Awards    | Top New Solo Vocalist                             |                                                                    | Gewonnen    | [ 38 ]      |
| 2010 | Academy of Country Music Awards    | Top New Artist                                    | Gewonnen                                                           | [ 39 ]      |             |
| 2010 | CMT Music Awards                   | USA Weekend Breakthrough Video of the Year        | Do I                                                               | Gewonnen    | [ 40 ]      |
| 2010 | Country Music Association Awards   | New Artist of the Year                            |                                                                    | Genomineerd | [ 41 ]      |
| 2011 | CMT Music Awards                   | Best Web Video of the Year                        | It's a Shore Thing                                                 | Genomineerd | [ 42 ]      |
| 2011 | CMT Music Awards                   | Nationwide Insurance On Your Side Award           |                                                                    | Genomineerd | [ 43 ]      |
| 2011 | Country Music Association Awards   | New Artist of the Year                            |                                                                    | Genomineerd | [ 44 ]      |
| 2011 | Teen Choice Awards                 | Choice Music: Country Song                        | Country Girl (Shake It for Me)                                     | Genomineerd | [ 45 ]      |
| 2011 | Teen Choice Awards                 | Choice Music: Country Artist Male                 |                                                                    | Genomineerd |             |
| 2011 | American Country Awards            | Male Artist of the Year                           | Genomineerd                                                        |             |             |
| 2011 | American Country Awards            | Single by a Male Artist                           | Someone Else Calling You Baby                                      | Genomineerd |             |
| 2012 | CMT Music Awards                   | Video of the Year: Male                           | I Don't Want This Night To End                                     | Gewonnen    | [ 46 ]      |
| 2012 | Teen Choice Awards                 | Teen Choice Award for Music – Male Country Artist |                                                                    | Genomineerd | [ 47 ]      |
| 2012 | Country Music Association Awards   | Male Vocalist of the Year                         | Genomineerd                                                        | [ 48 ]      |             |
| 2012 | Country Music Association Awards   | Album of the Year                                 | Tailgates & Tanlines                                               | [ 48 ]      | Genomineerd |
| 2012 | American Music Awards              | Favorite Male Country Artist                      |                                                                    | Gewonnen    | [ 49 ]      |
| 2012 | American Music Awards              | Favorite Country Album                            | Tailgates & Tanlines                                               | Genomineerd | [ 50 ]      |
| 2012 | American Country Awards            | Artist of the Year                                |                                                                    | Gewonnen    | [ 51 ]      |
| 2012 | American Country Awards            | Male Artist of the Year                           | Gewonnen                                                           |             | [ 51 ]      |
| 2012 | American Country Awards            | Single of the Year                                | I Don't Want This Night to End                                     | Gewonnen    | [ 51 ]      |
| 2012 | American Country Awards            | Single by a Male Artist                           | I Don't Want This Night to End                                     | Gewonnen    | [ 51 ]      |
| 2012 | American Country Awards            | Music Video of the Year                           | I Don't Want This Night to End                                     | Gewonnen    | [ 51 ]      |
| 2012 | American Country Awards            | Music Video by a Male Artist                      | I Don't Want This Night to End                                     | Gewonnen    | [ 51 ]      |
| 2012 | American Country Awards            | Album of the Year                                 | Tailgates & Tanlines                                               | Gewonnen    | [ 51 ]      |
| 2012 | American Country Awards            | Most Played Radio Track                           | I Don't Want This Night to End                                     | Gewonnen    | [ 51 ]      |
| 2012 | American Country Awards            | Most Played Radio Track by a Male Artist          | I Don't Want This Night to End                                     | Gewonnen    | [ 51 ]      |
| 2013 | Academy of Country Music Awards    | Entertainer of the Year                           |                                                                    | Gewonnen    | [ 52 ]      |
| 2013 | Academy of Country Music Awards    | Male Vocalist of the Year                         | Genomineerd                                                        |             | [ 52 ]      |
| 2013 | Academy of Country Music Awards    | Album of the Year                                 | Tailgates & Tanlines                                               | Genomineerd | [ 52 ]      |
| 2013 | Academy of Country Music Awards    | Vocal Event of the Year                           | The Only Way I Know (met Jason Aldean en Eric Church)              | Gewonnen    | [ 52 ]      |
| 2013 | Billboard Music Awards             | Top Country Artist                                |                                                                    | Genomineerd | [ 53 ]      |
| 2013 | Billboard Music Awards             | Top Country Album                                 | Tailgates & Tanlines                                               | Genomineerd | [ 53 ]      |
| 2013 | Billboard Music Awards             | Top Country Song                                  | Drunk on You                                                       | Genomineerd | [ 53 ]      |
| 2013 | CMT Music Awards                   | Video of the Year                                 | Kiss Tomorrow Goodbye                                              | Genomineerd | [ 54 ]      |
| 2013 | CMT Music Awards                   | Male Video of the Year                            | Kiss Tomorrow Goodbye                                              | Genomineerd | [ 54 ]      |
| 2013 | CMT Music Awards                   | Collaboration Video of the Year                   | The Only Way I Know (met Jason Aldean en Eric Church)              | Gewonnen    | [ 54 ]      |
| 2013 | CMT Music Awards                   | CMT Performance of the Year                       | Drunk on You/Feel Again (met Ryan Tedder)                          | Genomineerd | [ 54 ]      |
| 2013 | American Music Awards              | Favorite Country Male Artist                      |                                                                    | Gewonnen    | [ 55 ]      |
| 2013 | American Music Awards              | Favorite Country Album                            | Crash My Party                                                     | Genomineerd | [ 55 ]      |
| 2014 | Billboard Music Awards             | Top Billboard 200 Album                           | Crash My Party                                                     | Genomineerd |             |
| 2014 | Billboard Music Awards             | Top Country Album                                 | Crash My Party                                                     | Gewonnen    |             |
| 2014 | Billboard Music Awards             | Top Male Artist                                   |                                                                    | Genomineerd |             |
| 2014 | Billboard Music Awards             | Top Billboard 200 Artist                          | Genomineerd                                                        |             |             |
| 2014 | Billboard Music Awards             | Top Country Artist                                | Gewonnen                                                           |             |             |
| 2014 | Billboard Music Awards             | Top Country Song                                  | Crash My Party                                                     | Gewonnen    |             |
| 2014 | Billboard Music Awards             | Top Country Song                                  | That's My Kind of Night                                            | Genomineerd |             |
| 2014 | Academy of Country Music Awards    | Entertainer of the Year                           |                                                                    | Genomineerd | [ 56 ]      |
| 2014 | Academy of Country Music Awards    | Male Vocalist of the Year                         | Genomineerd                                                        |             | [ 56 ]      |
| 2014 | Academy of Country Music Awards    | Album of the Year                                 | Crash My Party                                                     | Genomineerd | [ 56 ]      |
| 2014 | American Music Awards              | Artist of the Year                                |                                                                    | Genomineerd | [ 57 ]      |
| 2014 | American Music Awards              | Favorite Country Male Artist                      | Gewonnen                                                           |             | [ 57 ]      |
| 2014 | American Country Countdown Awards  | Artist of the Year                                | Genomineerd                                                        |             |             |
| 2014 | American Country Countdown Awards  | Male Vocalist of the Year                         | Gewonnen                                                           |             |             |
| 2014 | American Country Countdown Awards  | Collaboration                                     | This Is How We Roll (met Florida Georgia Line)                     | Gewonnen    |             |
| 2014 | American Country Countdown Awards  | Album                                             | Crash My Party                                                     | Genomineerd |             |
| 2014 | American Country Countdown Awards  | Digital Song of the Year                          | Drink a Beer                                                       | Genomineerd |             |
| 2014 | American Country Countdown Awards  | Digital Song of the Year                          | This Is How We Roll (met Florida Georgia Line)                     | Gewonnen    |             |
| 2014 | Country Music Association Awards   | Entertainer of the Year                           |                                                                    | Gewonnen    | [ 56 ]      |
| 2014 | Country Music Association Awards   | Male Vocalist of the Year                         | Genomineerd                                                        |             | [ 56 ]      |
| 2014 | Country Music Association Awards   | Album of the Year                                 | Crash My Party                                                     | Genomineerd | [ 56 ]      |
| 2015 | People's Choice Awards             | Favorite Male Country Artist                      |                                                                    | Genomineerd | [ 58 ]      |
| 2015 | Academy of Country Music Awards    | Entertainer of the Year                           | Gewonnen                                                           | [ 59 ]      |             |
| 2015 | Academy of Country Music Awards    | Male Vocalist of the Year                         | Genomineerd                                                        | [ 59 ]      |             |
| 2015 | Academy of Country Music Awards    | Vocal Event of the Year                           | This Is How We Roll (met Florida Georgia Line)                     | [ 59 ]      | Gewonnen    |
| 2015 | Academy of Country Music Awards    | Song of the Year                                  | Drink a Beer                                                       | Genomineerd |             |
| 2015 | Billboard Music Awards             | Top Country Artist                                |                                                                    | Genomineerd | [ 60 ]      |
| 2015 | Billboard Music Awards             | Top Country Song                                  | Play It Again                                                      | Genomineerd | [ 60 ]      |
| 2015 | Billboard Music Awards             | Top Country Song                                  | This Is How We Roll (met Florida Georgia Line)                     | Genomineerd | [ 60 ]      |
| 2015 | Billboard Music Awards             | Top Country Album                                 | Crash My Party                                                     | Genomineerd | [ 60 ]      |
| 2015 | CMT Music Awards                   | Male Video of the Year                            | Play It Again                                                      | Gewonnen    |             |
| 2015 | CMT Music Awards                   | Video of the Year                                 | Play It Again                                                      | Genomineerd |             |
| 2015 | Teen Choice Awards                 | Choice Country Artist                             |                                                                    | Genomineerd | [ 61 ]      |
| 2015 | Teen Choice Awards                 | Choice Country Song                               | Kick the Dust Up                                                   | Genomineerd | [ 61 ]      |
| 2015 | Canadian Country Music Association | Top Selling Album                                 | Crash My Party                                                     | Gewonnen    |             |
| 2015 | Country Music Association Awards   | Male Vocalist of the Year                         |                                                                    | Genomineerd | [ 62 ]      |
| 2015 | Country Music Association Awards   | Entertainer of the Year                           | Gewonnen                                                           |             | [ 62 ]      |
| 2015 | American Music Awards              | Artist of the Year                                | Genomineerd                                                        | [ 63 ]      |             |
| 2015 | American Music Awards              | Favorite Country Male Artist                      | Gewonnen                                                           | [ 63 ]      |             |
| 2016 | People's Choice Awards             | Favorite Male Artist                              | Genomineerd                                                        | [ 64 ]      |             |
| 2016 | People's Choice Awards             | Favorite Male Country Artist                      | Genomineerd                                                        | [ 64 ]      |             |
| 2016 | iHeartRadio Music Awards           | Male Artist of the Year                           |                                                                    | Genomineerd |             |
| 2016 | iHeartRadio Music Awards           | Best Tour                                         | Genomineerd                                                        |             |             |
| 2016 | iHeartRadio Music Awards           | Country Artist of the Year                        | Gewonnen                                                           |             |             |
| 2016 | iHeartRadio Music Awards           | Country Song of the Year                          | I See You                                                          | Genomineerd |             |
| 2016 | Academy of Country Music Awards    | Entertainer of the Year                           |                                                                    | Genomineerd | [ 65 ]      |
| 2016 | Academy of Country Music Awards    | Vocal Event of the Year                           | Home Alone Tonight (feat. Karen Fairchild)                         | Genomineerd | [ 65 ]      |
| 2016 | American Country Countdown Awards  | Artist of the Year                                |                                                                    | Gewonnen    | [ 66 ]      |
| 2016 | American Country Countdown Awards  | Male Vocalist of the Year                         | Gewonnen                                                           |             | [ 66 ]      |
| 2016 | American Country Countdown Awards  | Song of the Year                                  | Strip It Down                                                      | Genomineerd | [ 66 ]      |
| 2016 | American Country Countdown Awards  | Album of the Year                                 | Kill the Lights                                                    | Genomineerd | [ 66 ]      |
| 2016 | American Country Countdown Awards  | Digital Song of the Year                          | Kick the Dust Up                                                   | Genomineerd | [ 66 ]      |
| 2016 | American Country Countdown Awards  | Touring Artist of the Year                        |                                                                    | Genomineerd | [ 66 ]      |
| 2016 | Billboard Music Awards             | Top Country Artist                                | Gewonnen                                                           | [ 67 ]      |             |
| 2016 | Billboard Music Awards             | Top Country Album                                 | Kill the Lights                                                    | [ 67 ]      | Genomineerd |
| 2016 | Country Music Association Awards   | Entertainer of the Year                           |                                                                    | Genomineerd | [ 65 ]      |
| 2016 | Country Music Association Awards   | Musical Event of the Year                         | Home Alone Tonight (feat. Karen Fairchild)                         | Genomineerd | [ 65 ]      |
| 2016 | American Music Awards              | Favorite Country Album                            | Kill the Lights                                                    | Genomineerd |             |
| 2016 | American Music Awards              | Favorite Male Country Artist                      |                                                                    | Genomineerd |             |
| 2017 | Academy of Country Music Awards    | Entertainer of the Year                           |                                                                    | Genomineerd | [ 65 ]      |
| 2017 | People's Choice Awards             | Favorite Male Country Artist                      |                                                                    | Genomineerd | [ 65 ]      |
| 2017 | iHeartRadio Music Awards           | Male Artist of the Year                           |                                                                    | Genomineerd | [ 68 ]      |
| 2017 | iHeartRadio Music Awards           | Country Artist of the Year                        |                                                                    | Genomineerd | [ 68 ]      |
| 2017 | Billboard Music Awards             | Top Country Tour                                  | Kill the Lights Tour                                               | Genomineerd | [ 69 ]      |
| 2017 | Billboard Music Awards             | Billboard Chart Achievement Award                 |                                                                    | Genomineerd | [ 69 ]      |
| 2017 | CMT Music Awards                   | Video of the Year                                 | Huntin', Fishin,' and Lovin' Every Day                             | Genomineerd | [ 70 ]      |
| 2017 | CMT Music Awards                   | Male Video of the Year                            | Huntin', Fishin,' and Lovin' Every Day                             | Genomineerd | [ 70 ]      |
| 2017 | CMT Music Awards                   | CMT Performance of the Year                       | Want to Want Me (met Jason Derulo)                                 | Gewonnen    | [ 70 ]      |
| 2017 | Teen Choice Awards                 | Choice Country Artist                             |                                                                    | Genomineerd | [ 71 ]      |
| 2017 | Country Music Association Awards   | Entertainer of the Year                           |                                                                    | Genomineerd |             |
| 2018 | Academy of Country Music Awards    | Entertainer of the Year                           |                                                                    | Genomineerd |             |
| 2018 | Country Music Association Awards   | Entertainer of the Year                           |                                                                    | Genomineerd |             |
| 2018 | American Music Awards              | Favorite Male Artist - Country                    |                                                                    | Genomineerd | [ 72 ]      |
| 2019 | Academy of Country Music Awards    | Album of the Decade                               | Crash My Party                                                     | Gewonnen    | [ 2 ]       |
| 2019 | Academy of Country Music Awards    | Entertainer of the Year                           | Luke Bryan                                                         | Genomineerd | [ 2 ]       |
| 2019 | Academy of Country Music Awards    | Single of the Year                                | Most People Are Good                                               | Genomineerd | [ 2 ]       |
| 2019 | iHeartRadio Music Awards           | Country Artist of the Year                        |                                                                    | Genomineerd | [ 73 ]      |
| 2019 | iHeartRadio Music Awards           | Country Song of the Year                          | Most People Are Good                                               | Genomineerd | [ 73 ]      |
| 2019 | CMT Music Awards                   | Male Video of the Year                            | Sunrise, Sunburn, Sunset                                           | Genomineerd | [ 74 ]      |
| 2019 | CMT Music Awards                   | Collaborative Video of the Year                   | Straight To Hell (met Darius Rucker, Jason Aldean, Charles Kelley) | Genomineerd | [ 74 ]      |
| 2020 | iHeartRadio Music Awards           | Country Artist of the Year                        |                                                                    | Genomineerd | [ 73 ]      |
| 2020 | Academy of Country Music Awards    | Entertainer of the Year                           |                                                                    | Genomineerd |             |
| 2020 | CMT Music Awards                   | Male Video of the Year                            | One Margarita                                                      | Gewonnen    |             |
| 2021 | Country Radio Broadcasters         | Artist Humanitarian Award                         |                                                                    | Gewonnen    |             |
| 2021 | Academy of Country Music Awards    | Entertainer of the Year                           |                                                                    | Gewonnen    |             |
| 2021 | Academy of Country Music Awards    | Album of the Year                                 | Born Here Live Here Die Here                                       | Genomineerd |             |
| 2021 | American Music Awards              | Favorite Male Country Artist                      |                                                                    | Gewonnen    |             |
| 2023 | CMT Music Awards                   | Video of the Year                                 | Country On                                                         | Genomineerd |             |

## Filmografie
| Jaar       | Titel                              | Rol                             | Opmerkingen                                        |
| ---------- | ---------------------------------- | ------------------------------- | -------------------------------------------------- |
| 2011-heden | CMT Crossroads                     | Zichzelf                        | Met The Doobie Brothers en Jason Derulo            |
| 2013-2017  | Academy of Country Music Awards    | Zichzelf                        | Co-host samen met Blake Shelton en Dierks Bentley  |
| 2014       | Nashville                          | Zichzelf                        | Aflevering: How Far Down Can I Go?                 |
| 2015       | The Voice                          | Zichzelf                        | Seizoen 8                                          |
| 2017       | The Voice                          | Zichzelf/adviseur               | Seizoen 12                                         |
| 2018-heden | American Idol                      | Zichzelf/jurylid                | Andere juryleden zijn Katy Perry en Lionel Richie. |
| 2020       | Jeopardy! The Greatest of All Time | Zichzelf - Video Clue Presenter | 1 aflevering                                       |

- Bibliothèque nationale de France: cb16767650b (data)
- Gemeinsame Normdatei: 1068200235
- International Standard Name Identifier: 0000 0000 5395 3834
- Library of Congress Control Number: no2007107655
- MusicBrainz: aab35942-f176-4f77-bbf9-1d6aa98ccf3f
- Nationale Bibliotheek van Tsjechië: xx0145865
- Virtual International Authority File: 2255788
- WorldCat: E39PBJtCyj6tVF9YrKDqtMvfv3